# Sotto cassa
Sotto cassa è il secondo EP del rapper italiano Carl Brave, pubblicato il 20 settembre 2021 dalla Island Records.

## Descrizione
Annunciato il 15 settembre 2021 e anticipato dal singolo Matrimonio Gipsy, il disco si compone di sei brani e altrettanti skit, ai quali hanno partecipato artisti come Gemitaiz, Pretty Solero, Ketama126 e Speranza.

## Tracce
1. Matrimonio Gipsy (feat. Myss Keta & Speranza) – 3:24
2. Matrimonio Gipsy (skit) – 1:17
3. Brutto esempio (feat. Gemitaiz) – 3:18
4. Brutto esempio (skit) – 0:37
5. Piazza Trilussa (feat. Pretty Solero) – 3:16
6. Piazza Trilussa (skit) – 0:35
7. Pokémon GO – 3:53
8. Pokémon GO (skit) – 0:44
9. Calimocho (feat. Ketama126) – 4:07
10. Calimocho (skit) – 0:38
11. Non andrà per le lunghe – 5:33
12. Non andrà per le lunghe (skit) – 0:37